# جيسون ديسالفو
جيسون ديسالفو (بالإنجليزية: Jason DiSalvo)‏ مواليد 9 فبراير 1984 في نيويورك، الولايات المتحدة، هو متسابق دراجات نارية أمريكي. نافس في سباقات بطولة العالم لفئة 250 سي سي ولفئة 125 سي سي ولفئة 50 سي سي. كما شارك في بطولة العالم للسوبرسبورت.

## روابط خارجية
- جيسون ديسالفو على موقع MotoGP.com (الإنجليزية)
- جيسون ديسالفو على موقع WorldSBK.com (الإنجليزية)